# Tausche Bildung für Wohnen
Der Verein Tausche Bildung für Wohnen e. V. ist ein im Jahr 2012 gegründeter gemeinnütziger und mehrfach ausgezeichneter Verein mit Sitz in Duisburg, der sich für Bildungsgerechtigkeit einsetzt und der jungen Menschen, die sich als Bildungspaten für Kinder aus benachteiligten Stadtteilen engagieren, mietfreies Wohnen anbietet.

## Ziele und Tätigkeiten
Der Verein engagiert sich für eine Gesellschaft, „in der Menschen einander achten, voneinander lernen und ein friedliches Umfeld und Miteinander gestalten“, und für „positive Veränderung ökonomisch, kulturell und strukturell benachteiligter Kinder und ihrer Familien“.
Junge Erwachsene ziehen als Bildungspaten für mindestens ein Jahr in den Stadtteil, wo sie mietfrei wohnen können, und betreuen im Gegenzug nach einer Qualifizierung benachteiligte Kinder des Stadtteils. Städtische und religiöse Einrichtungen wie Moscheen, Kirchen, Sportplätze, Turnhallen und Jugendzentren öffnen sich – nach Möglichkeit kostenlos – für die Teilnehmer des Projekts. Ein zentraler Lern- und Arbeitsraum („Tauschbar“) bietet auch Eltern eine Anlaufstelle für Fragen und Beratung.
Studierende und Auszubildende können neben dem Studium bzw. der Ausbildung als Teilzeitpaten für 8 Stunden pro Woche eingesetzt werden, Freiwillige im Bundesfreiwilligendienst oder Freiwilligen Sozialen Jahr als Vollzeitpaten mit 40 Wochenstunden. Jeder Pate betreut zwei Gruppen mit je vier „eigenen“ Patenkindern. Die Bildungspaten sind vormittags in den Schulen, unterstützen dort die Lehrer und lernen die Stärken und Schwächen der Kinder kennen, die sie am Nachmittag in kleinen Gruppen fördern. Die Paten erhalten eine mietfreie Unterkunft sowie ein gesetzlich festgelegtes Taschengeld und werden vor ihrem Einsatz geschult. Manche der Paten sind in einer projekteigenen Wohngemeinschaft untergebracht. Die Paten bleiben in der Regel für ein Jahr im Projekt und haben die Möglichkeit, ihre Teilnahme mehrmals zu verlängern.
Das Konzept ist als eine Win-Win-Win-Situation für drei Seiten gedacht: für die Kinder, für die Bildungspaten und für den benachteiligten Stadtteil.
Die Grundidee wurde bereits 2007 von dem gebürtigen Marxloher Mustafa Tazeoglu entwickelt und ab 2011 gemeinsam mit Christine Bleks ausgearbeitet.  Nach der Vereinsgründung im Jahr 2012 wurde das Modell im Jahr 2014 zuerst in Duisburg-Marxloh umgesetzt. Dort haben von den rund 20.000 Einwohnern rund zwei Drittel einen Migrationshintergrund (Stand: 2017); die Arbeitslosigkeit, die Abhängigkeit von Transferleistungen und der Leerstand von Wohnungen und Geschäften sind hoch. Die Vereinsmitglieder zielten darauf, durch ihr Modell zugleich den Wohnungsleerstand zu bekämpfen, das Bildungsniveau zu verbessern und andere soziale Gruppen, darunter angehende Akademiker, anzuziehen. Das Modell wurde außerdem 2019 in Gelsenkirchen-Ückendorf implementiert, 2023 kam ein Standort in Hamburg-Steilshoop hinzu. Der Verein bietet seine Unterstützung bei einer Umsetzung ähnlicher Projekte in Form von Social Franchising in anderen Städten an.

## Finanzierung
Für bedürftige Familien ist die Teilnahme am Projekt kostenlos; der Verein kann für sie auf Mittel aus dem Bildungs- und Teilhabepaket des Bundes zurückgreifen.
Teil einer Anschubfinanzierung ergab sich aus dem 2012 gewonnenen Act-for-Impact-Hauptpreis (40.000 Euro). Der Verein wird von zahlreichen Stiftungen, Unternehmen, anderen Partnern und Spenden gefördert.

## Medienecho
Über den Verein wurde mehrfach in überregionalen Printmedien und Fernsehen bzw. Videomedien berichtet.

## Auszeichnungen (Auswahl)
- 2012: Act-for-Impact-Hauptpreis und Gründerberatung, ausgerichtet durch die Vodafone Stiftung und die Social Entrepreneurship Akademie[13]
- 2018: Deutscher Nachbarschaftspreis – 1. Platz Bundessieger und Landessieger Nordrhein-Westfalen[3][24]
- 2019: Deutscher Engagementpreis – Kategorie „Generationen verbinden“[25]